# Robur Ravenna
El Robur Ravenna  fue un equipo de voleibol italiano de la ciudad de Rávena, primer equipo en la historia en convertirse campeón de Italia.

## Historia
El equipo de voleibol del Gruppo Sportivo Robur fundado en Rávena en 1905, fue creado en 1946 y participó en la edición inaugural del campeonato italiano de voleibol. Al final de la temporada el equipo se proclama campeón de Italia por primera vez en su historia en la historia del campeonato italiano; entrenada por el también seleccionador de la selección italiana Angelo Costa, el Robur gana los primeros cuatro títulos italianos entre 1946 y 1949.
Tras dos temporadas en las cuales el título fue por el Pallavolo Parma, en la temporada 1952 el equipo de Rávena gana su quinto y último campeonato.
En 1954 renuncia a participar en el campeonato siguiendo con la actividad de los equipos juveniles y las participaciones en los campeonatos regionales; regresa en la máxima serie en 1964 y dos temporadas más tarde se fusiona con el Gruppo Sportivo Casadio, el equipo de los bomberos de Rávena. En 1987 fue el Porto Ravenna Volley que adquirió los derechos deportivos del GS Casadio y recogió el testigo de la tradición de voleibol de Rávena.
Sin embargo el equipo siguió con su actividad a nivel juvenil hasta el 2006 cuando el renacido primer equipo se funde definitivamente con el mismo Porto Ravenna Volley creando el PRC Ravenna actualmente en la Serie A1.

## Palmarés
- Campeonato de Italia (5)

1946, 1947, 1948, 1949, 1952